# Паудер-Ривер

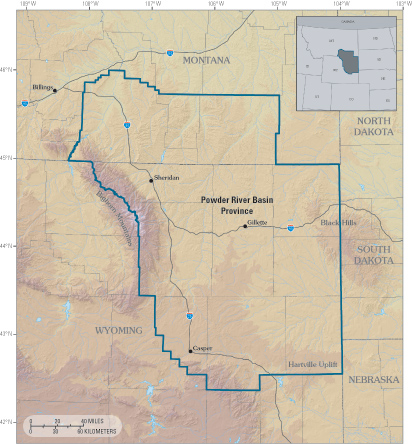
Басейн Паудер-Ривер

Паудер-Ривер (англ. Powder River Basin) — вугільний басейн в США. Південна його частина Саутерн-Паудер-Ривер — вугільний басейн в штаті Вайомінг.
Вугілля має середні показники якості — зольність 5,2, вміст S 0,3 %, теплоту згоряння 20,2 МДж/кг.
У 2000 році видобуток (292,7 млн т) вели 5 компаній; обсяги видобутку стримуються обмеженими можливостями залізниці. Сприятлива геологія і високопродуктивна технологія забезпечують найнижчу собівартість видобутку у світі (3,86 дол./т).
Застосовуються великі екскаватори і самоскиди, драглайни, вибухову техніку, конвеєрний транспорт поблизу розрізів.

## Вуглевидобувні підприємства
- кар'єр Бель-Ейр, працює з 1965 року.